# 黃世昌

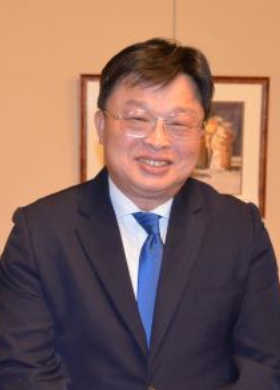
2022年攝於美國丹佛

黃世昌（1966年9月17日—），臺灣省彰化縣人，中華民國外交官，已婚，育有1子。

## 學歷
- 臺灣省立臺中第一高級中學
- 國立臺灣師範大學英語學系學士
- 國立臺灣大學新聞研究所碩士
- 哈佛大學甘迺迪學院公共行政碩士
- 布鲁金斯学会臺灣外交人員研究計畫進修[2]

## 經歷
- 外交部新聞文化司薦任科員（1995年－1999年）
- 駐亞特蘭大臺北經濟文化辦事處秘書（1999年－2005年）
- 外交部新聞文化司網路文宣小組組長（2005年－2007年）
- 外交部北美司薦任秘書（2008年）
- 駐帛琉大使館參事銜一等秘書（2009年－2012年）
- 駐英國台北代表處副參事兼欧洲复兴开发银行秘書長資深顧問（2012年－2015年）
- 外交部歐洲司副參事回部辦事（2015年－2018年）
- 駐聖露西亞大使館參事（2018年－2022年）
- 駐丹佛臺北經濟文化辦事處總領事銜處長（2022年－2025年）[註 1]

| 外交職務      | 外交職務                                | 外交職務      |
| ------------- | --------------------------------------- | ------------- |
| 前任： 張詩瑞 | 中華民國駐丹佛處長 2022年3月－2025年6月 | 繼任： 黃虹慧 |